# 백강균
백강균(白殭菌. 학명: Beauveria bassiana 베아우에리아 바시아나[*])는 전세계에 퍼져 토양에서 살다가 다양한 절지동물 종에 옮겨가 기생해 백강병(白殭病)을 일으키는 균류이다. 백강균은 곤충병원성 곰팡이 무리에 속한다. 흰개미, 총채벌레, 가루이, 진딧물, 딱정벌레 등의 해충을 방제하는 생물농약으로 쓰인다. 빈대와 말라리아를 옮기는 모기 방제용으로 연구 중에 있다.

## 분류
백강균은 1835년 누에나방에서 발견해낸 이탈리아의 곤충학자 아고스티노 바시(Agostino Bassi)가 명명한 것이었다. 아고스티노 바시는 최초 감염 실험을 진행했고 이 곰팡이가 공중 전파수단으로 전염되는 백강병의 원인임을 확인했다. 같은 해 말에 지우세페 가브리엘 발사모-크리벨리(Giuseppe Gabriel Balsamo-Crivelli)가 Botrytis bassiana로 명명했다. 종소명의 뜻은 최초 발견자 아고스티노 바시를 뜻하는 것이다.
1911년 장 보베리에(Jean Beauverie)는 백강균에 대해 좀 더 많은 연구를 했으며 이듬해에 장 폴 부이예망(Jean Paul Vuillemin)이 새롭게 만든 백강균속(Beauveria)에 모식종으로 분류시켰는데, 이 속명은 장 보베리에의 성에서 따왔다.
백강균의 학명은 오랫동안 형태상 비슷하고 매우 가까운 유전 격리의 종복합군으로 기술되는 데 쓰였다. 레너 & 버클리(Rehner and Buckley)는 백강균이 별개의 계통 발생 종으로 인식되어야 하는 다수의 구분되는 계통으로 이루어져 있는 것으로 보았으며 2011년에 백강균의 제시된 유형으로 백강균속이 새롭게 기술되었다.
과거에 이명으로 Tritirachium shiotae이라 기술된 적이 있다.

### 동충하초 및 다른 균류와의 연계성
백강균은 Cordyceps bassiana의 불완전세대이다. 완전세대는 동아시아에서만 채집된다.

## 특징
백강균은 단일세포이며, 반수체 및 소수성의 특성을 띠는 다수의 분생포자로 이루어진 백색 포자 구체를 만들어내며 배양지에서 자라나는 백색곰팡이이다. 분생자를 만들어내는 짧고 달걀형의 분생포자형성세포는 길게 지그재그 모양으로 얇고 끝이 연장된 부위가 있다.

## 생태

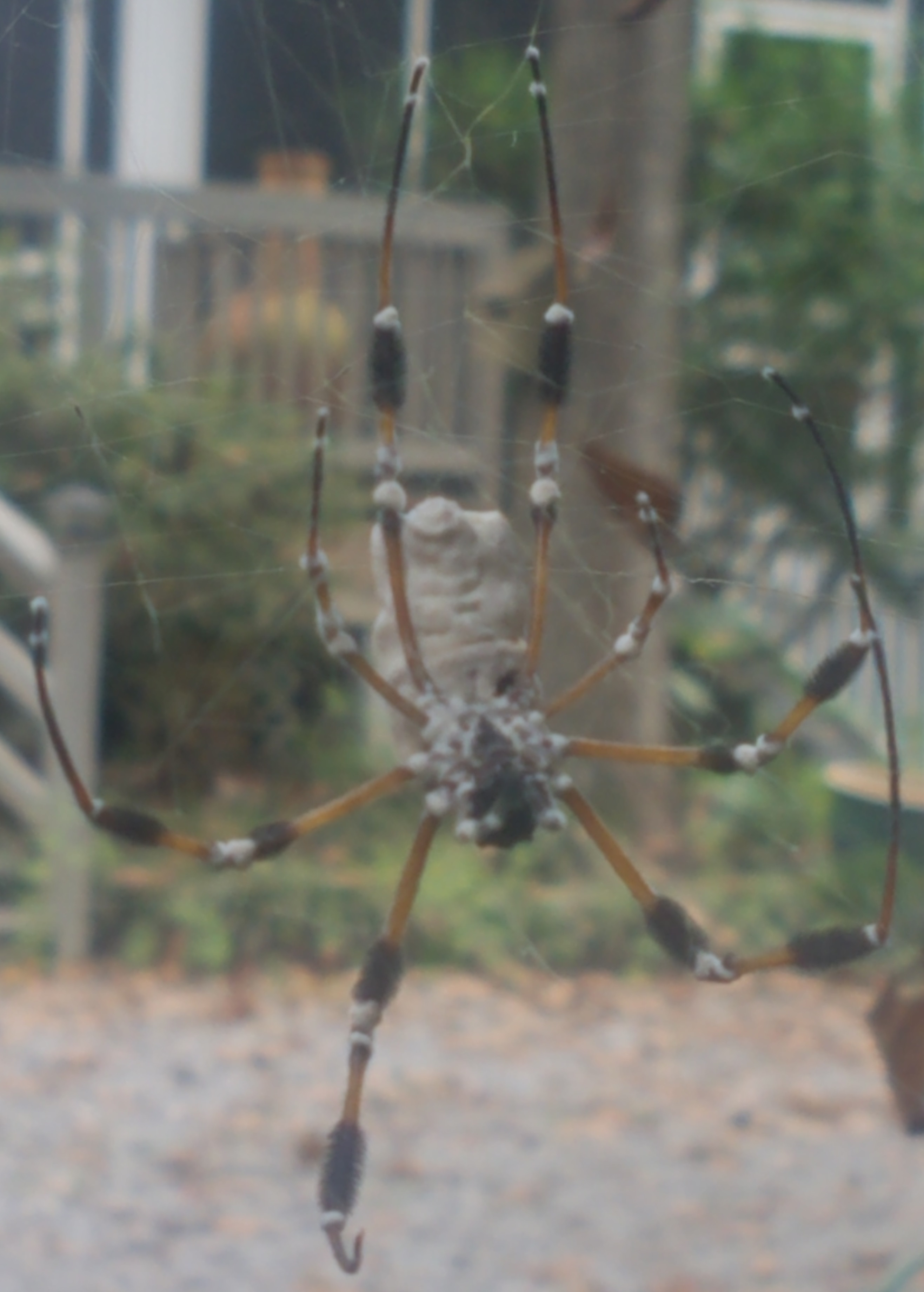
관절부와 구멍에 피어난 백색곰팡이로 인해 백강병에 걸려 죽은 황금무당거미(루이지애나주 세인트태머니군에서 촬영)

곰팡이에 의한 곤충 질병은 백강병이라고 하는 일종의 경화병이다. 미세 단위의 곰팡이 포자가 곤충 숙주의 체표면과 접촉할 시 발아해 큐티클을 뚫고 들어가 안에서 성장하며, 수 일 내로 숙주를 죽인다. 이후, 시체에서 백색곰팡이 덩이가 생겨나 새로운 포자를 생성한다. 백강균의 모식 분리형은 매우 넓은 범주 내에 있는 곤충 종들을 공격할 수 있으며, 각 분리형은 기주 범위에 따라 다르다.
콜로라도감자잎벌레에 기생한 백강균이 보고된 적이 있는데, 기생성 곰팡이인 Syspastospora parasitica.의 숙주가 되기도 한다. 또한 맥각균과의 관련 곤충 병원성 종을 공격하기도 한다.
백강균으로 추정되는 곰팡이가 포획된 미시시피악어에서 감염을 일으키는 것이 관찰되었으며 백강균은 포획 상태의 육지거북에게도 폐질환를 일으키는 것으로 보았다. 파충류는 포획 상태 하에 온도적 스트레스를 받게 되면 곰팡이에 취약해지는 것으로 드러났다. 거북이를 22°C에 두고 106개의 백강균 포자 0.5mL를 허파에 주입했을 때, 폐사가 관찰되지 않았으며, 두 번째 오염된 거북이는 16°C에 두었을 때 폐사했다.
2013년 미소진화 실험에서는 꿀벌부채명나방이 백강균으로부터 지속적인 선택적 압력을 받는 동안, 25세대를 거쳐 방어기제에 적응했다. 이 나방은 그에 대한 내성이 생겼지만, 결국 비용을 치른 것으로 보인다.
바그너 & 레비스(Wagner and Lewis)는 옥수수에서 내생균으로 자라는 백강균의 능력을 보고했다.

## 독성
인축감염의 사례는 드물기 때문에 보통 살충제로 쓰기에는 안전한 것으로 본다. 하지만 억제된 면역계를 가진 사람이 백강균에 감염된 사례가 최소 한 건이 있다. 또한 백강균의 포자는 호흡 곤란을 악화시킬 수 있다.

## 이용
백강병은 흰개미, 가루이 등의 다수의 해충을 상대로 방제에 쓰이는 생물농약이다. 말라리아 전염성 모기에 대한 방제용으로도 연구 중에 있다. 살충제로 쓰일 시, 살충제로서 포자는 유탁제나 수화제의 형태로 피해를 입은 작물에 살포시키거나 모기 방제제로 모기 그물에 적용된다.

백강균은 매우 넓은 범주 안에 있는 절지동물에 기생한다. 하지만 숙주 범위 안에서 저마다의 다양한 균주가 있으며, 배추좀나방 애벌레에 대해 매우 독성이 강하며 다른 종류의 애벌레는 거의 죽이지 않는 Bba 5653 균주처럼 일부는 그보다 비좁은 범위를 가지고 있다. 몇몇 균주는 넓은 숙주범위를 가지고 있음이 틀림 없으며, 따라서 비생물적 생물 살충제로 고려된다. 화분매개성 곤충이 방문하는 꽃에는 적용되지 말아야 한다. 백강균의 알려진 타겟 종으로는 다음과 같다.
- 진딧물
- 가루이
- 깍지벌레
- 나무이
  - 긴노린재
  - 라이거스노린재
- 메뚜기
- 썩덩나무노린재[23]
- 총채벌레
- 흰개미
- 열마디개미속
- 파리
- 천공성 곤충
  - 버섯파리류
  - 물가파리류
- 딱정벌레
  - 나무이[24]
  - 포도나무바구미
  - 목화바구미
  - 노란다리긴가슴잎벌레
  - 커피나무이
  - 콜로라도감자잎벌레
  - 서울호리비단벌레 (금좀벌류 기생벌과 함께 사용)[25]
  - 알풍뎅이
  - 멕시코콩무당벌레
  - 붉은야자나무바구미[26]
  - 딸기뿌리바구미
- 나비류 애벌레
  - 사과나방
  - 개솔송나무터석나방
  - 유럽옥수수좀나방
- 응애

예비연구에 따르면 이 곰팡이는 포자가 뿌려진 면직물에 노출된 빈대를 100% 제거하는 데 효과적인 것으로 나타났다. 또한 감염된 빈대가 은신처로 돌아가 그대로 백강균을 나르기 때문에 빈대 군집에 효과적이기도 하다. 백강균의 시험 균주는 단기간 노출 후 매우 빠른 속도의 치사율(3~5일)을 드러냈다.  2017년 후계논문에서는, 피레스로이드 계열에 저항성이 있는 빈대에 백강균의 상업 제제를 투여한 이후 치사율이 94%를 넘어서는 살충 능력을 나타냈다.

## 격리 유출
2013년 3월, 유전자를 개량한 백강균이 뉴질랜드 크라이스트처치의 링컨대학교에서 지정된 격리 구역 외부에 있는 다수의 연구소 및 온실에서 발견되었다. 뉴질랜드의 1차산업부에서 이 유출 사고를 조사했다.

## 사진

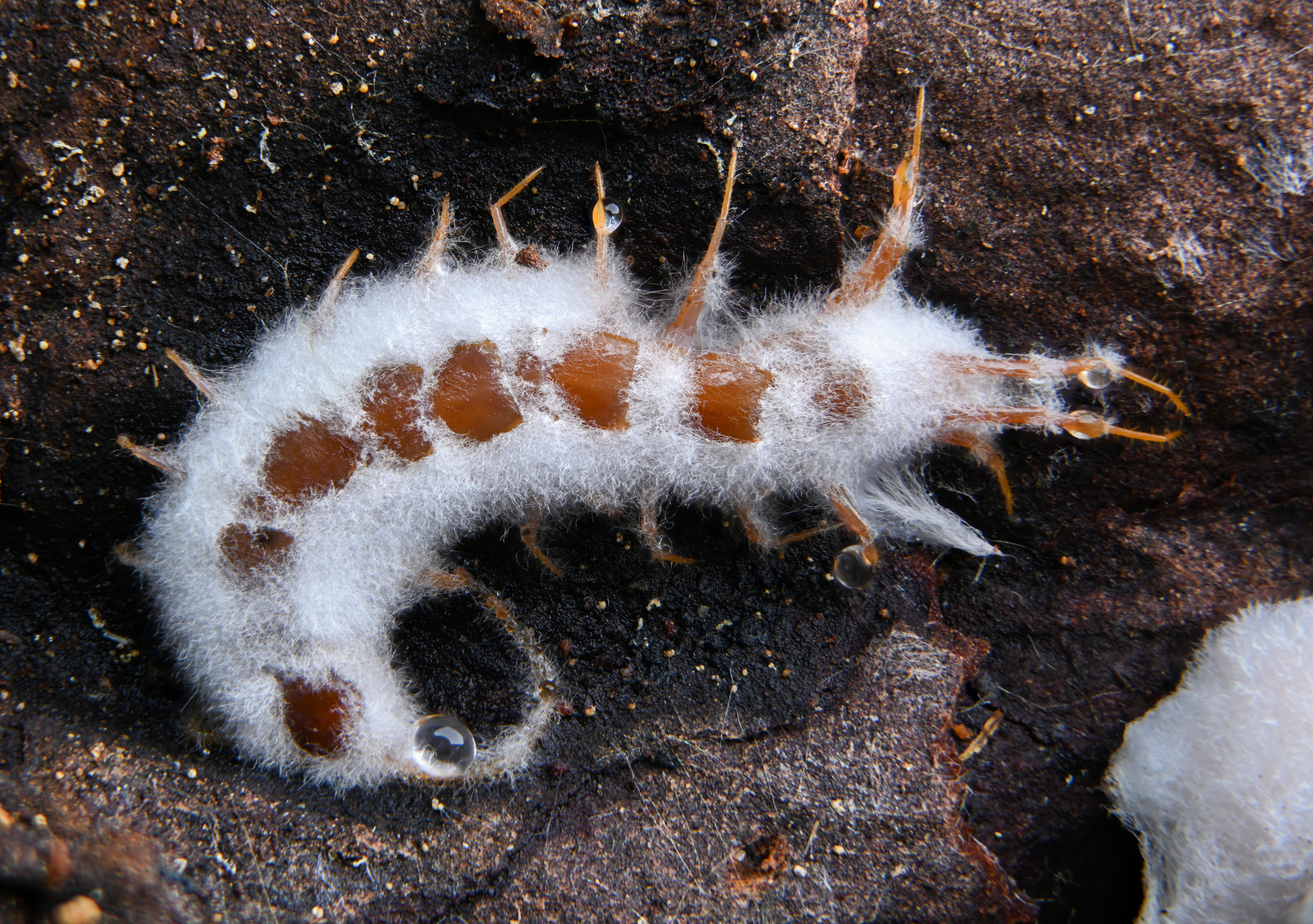
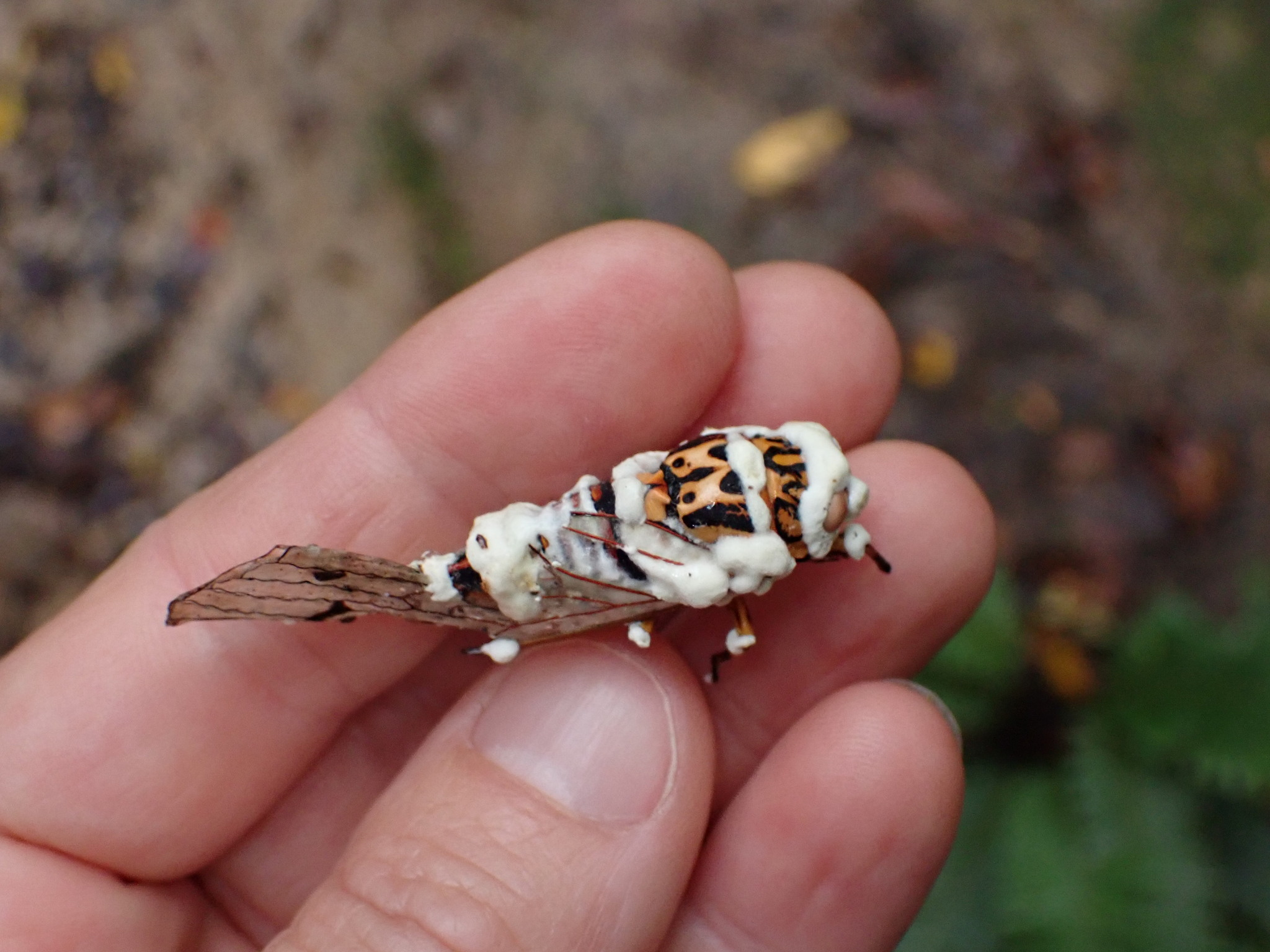
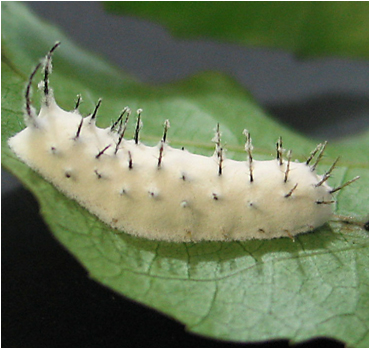
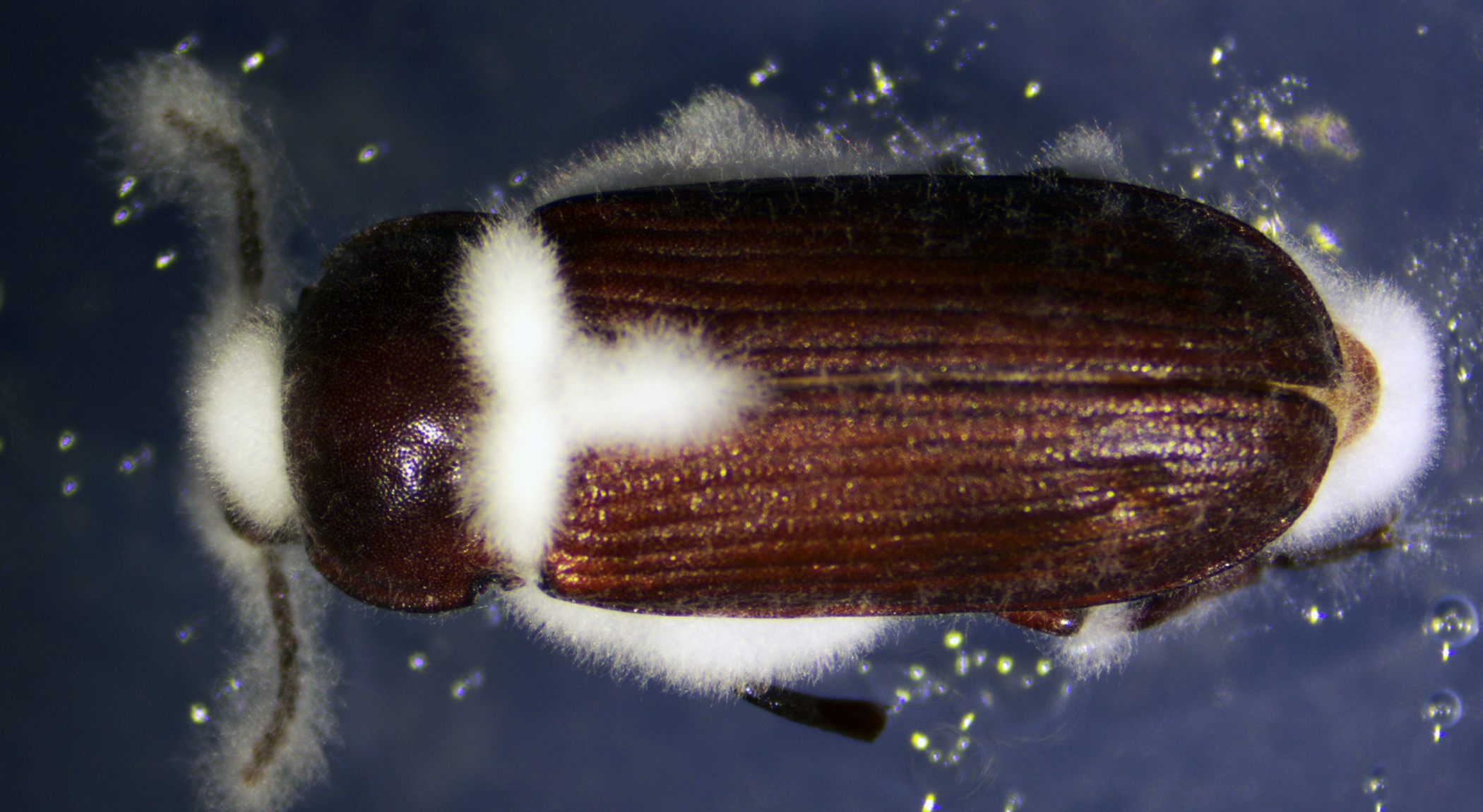
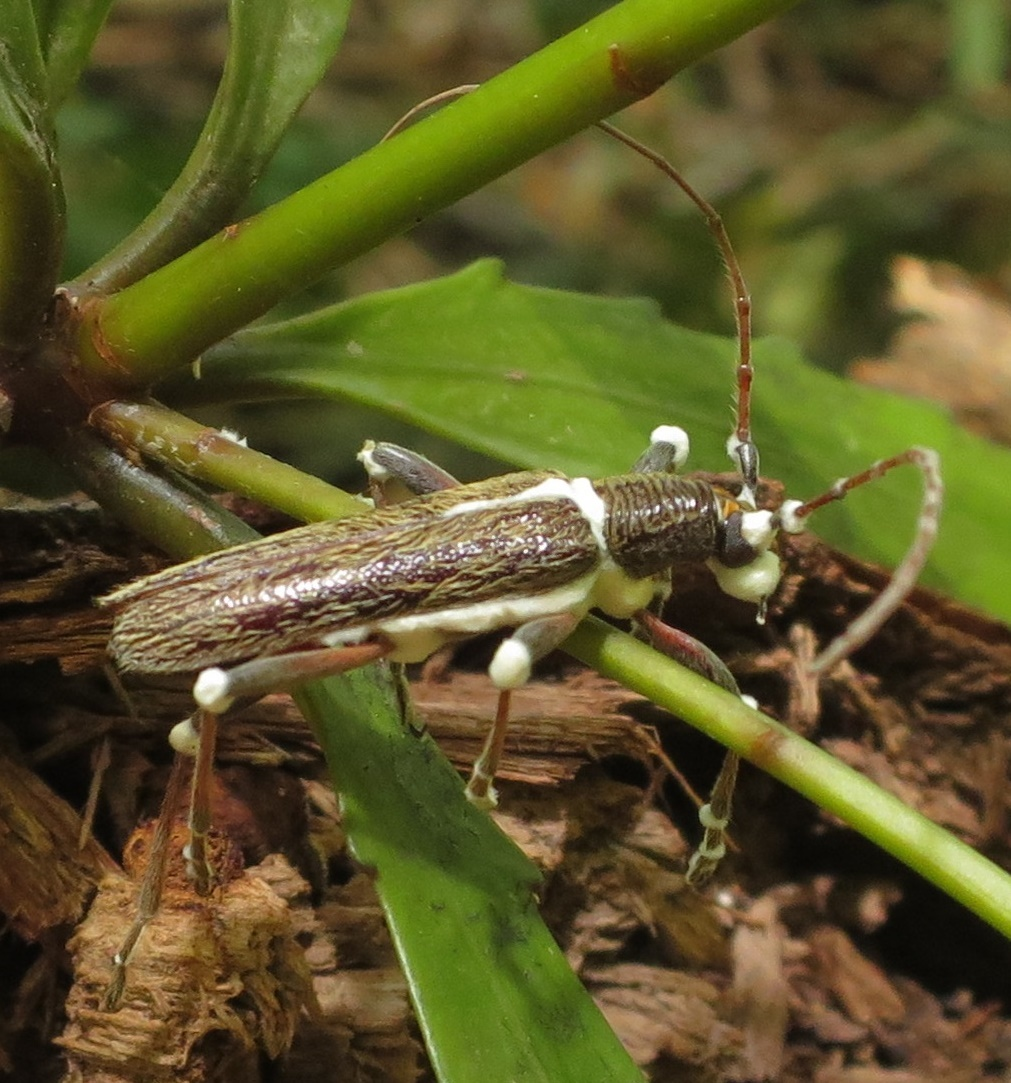

## 같이 보기
- 녹강균(녹강병 유발)

## 더 읽어보기
- Luz C, Rocha LF, Nery GV, Magalhães BP, Tigano MS (2004년 3월). “Activity of oil-formulated Beauveria bassiana against Triatoma sordida in peridomestic areas in Central Brazil”. 《Mem. Inst. Oswaldo Cruz》 99 (2): 211–8. doi:10.1590/S0074-02762004000200017. hdl:1807/2301. PMID 15250478.
- Prior C, Jollands P, Le Patourel G (1988). “Infectivity of oil and water formulations of Beauveria bassiana (Deuteromycotina; Hyphomycetes) to the cocoa weevil pest Pantorhytes plutus (Coleoptera: Curculionidae)”. 《Journal of Invertebrate Pathology》 52 (1): 66–72. doi:10.1016/0022-2011(88)90103-6.